# Danh sách tỷ phú Nga theo giá trị tài sản

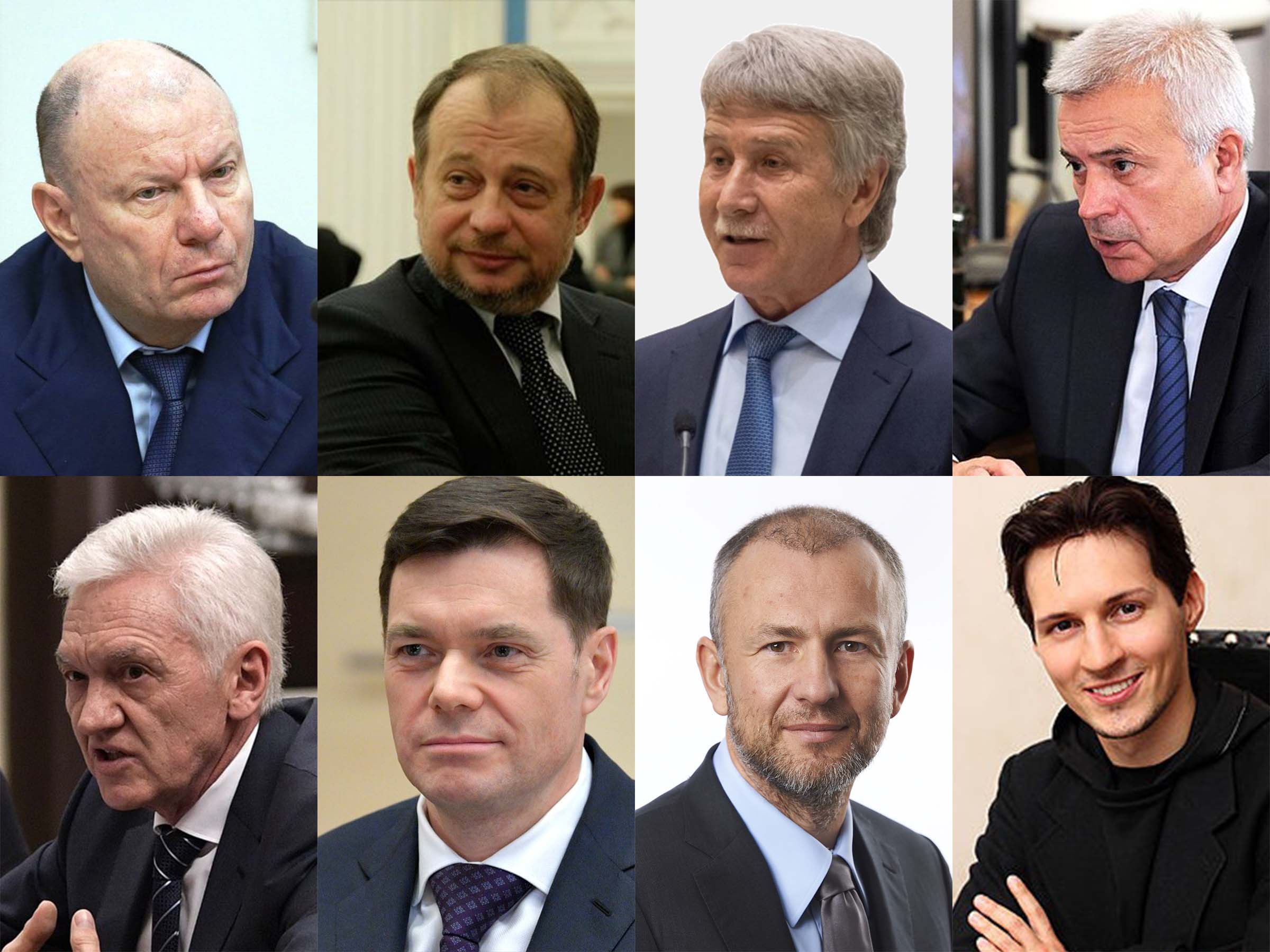
Danh sách tỷ phú nga theo giá trị tài sản

Dưới đây là danh sách các tỷ phú Nga dựa trên sự định giá thường niên về của cải và tài sản được tổng hợp, biên soạn và xuất bản trên tạp chí Forbes của Mỹ năm 2021.

## Danh sách tỷ phú giàu nhất nước Nga năm 2021
| Thứ hạng tại Nga | Thứ hạng trên thế giới | Họ và tên               | Năm sinh | Quốc tịch                             | Giá trị tài sản (tỷ đô la Mỹ) | Nguồn gốc tài sản                   |
| ---------------- | ---------------------- | ----------------------- | -------- | ------------------------------------- | ----------------------------- | ----------------------------------- |
| 1                | 51                     | Alexei Mordashov        | 1965     | Nga                                   | 29,1                          | Kim loại, đầu tư                    |
| 2                | 55                     | Vladimir Potanin        | 1961     | Nga                                   | 27                            | Kim loại                            |
| 3                | 59                     | Vladimir Lisin          | 1956     | Nga                                   | 26,2                          | Thép, vận tải                       |
| 4                | 66                     | Vagit Alekperov         | 1950     | Nga · Azerbaijan                      | 24,9                          | Dầu mỏ                              |
| 4                | 66                     | Leonid Mikhelson        | 1955     | Nga                                   | 24,9                          | Khí đốt, hóa chất                   |
| 5                | 78                     | Gennady Timchenko       | 1952     | Nga · Phần Lan · Armenia ·            | 22                            | Dầu mỏ, khí đốt                     |
| 6                | 99                     | Alisher Usmanov         | 1953     | Nga                                   | 18,4                          | Thép, viễn thông, đầu tư            |
| 7                | 105                    | Andrey Melnichenko      | 1972     | Nga                                   | 17,9                          | Than đá, phân bón                   |
| 8                | 112                    | Pavel Durov             | 1984     | Nga · Saint Kitts và Nevis            | 17,2                          | Ứng dụng tin nhắn                   |
| 9                | 124                    | Suleyman Kerimov        | 1966     | Nga                                   | 15,8                          | Đầu tư                              |
| 10               | 128                    | Mikhail Fridman         | 1964     | Nga · Israel · Ukraina                | 15,5                          | Dầu mỏ, ngân hàng, viễn thông       |
| 11               | 142                    | Roman Abramovich        | 1966     | Nga · Israel                          | 14,5                          | Thép, đầu tư, Chelsea F.C.          |
| 12               | 164                    | Tatyana Bakalchuk       | 1975     | Nga                                   | 13                            | Thương mại điện tử                  |
| 13               | 193                    | Mikhail Prokhorov       | 1965     | Nga                                   | 11,4                          | Đầu tư                              |
| 14               | 195                    | Viktor Rashnikov        | 1948     | Nga                                   | 11,2                          | Thép                                |
| 15               | 197                    | Leonid Fedun            | 1956     | Nga                                   | 11,1                          | Dầu mỏ                              |
| 16               | 224                    | German Khan             | 1961     | Nga · Israel · Ukraina                | 10,1                          | Dầu mỏ, ngân hàng                   |
| 17               | 234                    | Iskander Makhmudov      | 1963     | Nga                                   | 9,7                           | Khai thác mỏ, kim loại, máy móc     |
| 18               | 262                    | Viktor Vekselberg       | 1957     | Nga · Israel · Ukraina · Cộng hòa Síp | 9                             | Kim loại, năng lượng                |
| 19               | 288                    | Andrei Skoch            | 1966     | Nga                                   | 8,6                           | Thép                                |
| 20               | 311                    | Dmitry Bukhman          | 1984     | Nga                                   | 7,9                           | Trò chơi trực tuyến                 |
| 20               | 311                    | Igor Bukhman            | 1981     | Nga                                   | 7,9                           | Trò chơi trực tuyến                 |
| 21               | 316                    | Alexei Kuzmichev        | 1962     | Nga                                   | 7,8                           | Dầu mỏ, ngân hàng, viễn thông       |
| 22               | 327                    | Alexander Abramov       | 1959     | Nga · Cộng hòa Síp                    | 7,6                           | Thép, khai thác mỏ                  |
| 23               | 369                    | Igor Altushkin          | 1970     | Nga                                   | 7                             | Kim loại                            |
| 24               | 391                    | Dmitry Rybolovlev       | 1966     | Nga · Cộng hòa Síp                    | 6,7                           | Phân bón                            |
| 25               | 421                    | Andrei Kozitsyn         | 1961     | Nga                                   | 6,3                           | Kim loại                            |
| 26               | 451                    | Andrey Guryev           | 1960     | Nga                                   | 6                             | Phân bón                            |
| 27               | 529                    | Pyotr Aven              | 1955     | Nga · Latvia                          | 5,3                           | Dầu, ngân hàng, viễn thông          |
| 28               | 608                    | Oleg Tinkov             | 1967     | Nga · Cộng hòa Síp                    | 4,7                           | Ngân hàng                           |
| 29               | 638                    | Viatcheslav Kantor      | 1953     | Nga · Vương quốc Anh · Israel         | 4,5                           | Phân bón, bất động sản              |
| 29               | 638                    | Sergei Popov            | 1971     | Nga                                   | 4,5                           | Ngân hàng                           |
| 30               | 727                    | Igor Kesaev             | 1966     | Nga                                   | 4                             | Phân phối thuốc lá, bán lẻ          |
| 31               | 775                    | Oleg Deripaska          | 1968     | Nga · Cộng hòa Síp                    | 3,8                           | Nhôm, cơ sở hạ tầng                 |
| 31               | 775                    | Sergey Dimitriev        | 1964     | Nga                                   | 3,8                           | Phần mềm máy tính                   |
| 31               | 775                    | Sergei Gordeev          | 1972     | Nga                                   | 3,8                           | Bất động sản                        |
| 32               | 831                    | Leonid Boguslavsky      | 1951     | Nga · Canada                          | 3,6                           | Vốn mạo hiểm                        |
| 33               | 859                    | Sergey Galitsky         | 1967     | Nga                                   | 3,5                           | Bán lẻ                              |
| 34               | 891                    | Aleksandr Frolov        | 1964     | Nga                                   | 3,4                           | Khai thác mỏ, thép                  |
| 34               | 891                    | Zarakh Iliev            | 1966     | Nga · Azerbaijan                      | 3,4                           | Bất động sản                        |
| 34               | 891                    | Viktor Kharitonin       | 1972     | Nga                                   | 3,4                           | Dược phẩm                           |
| 34               | 891                    | God Nisanov             | 1972     | Nga · Azerbaijan                      | 3,4                           | Bất động sản                        |
| 34               | 891                    | Vladimir Yevtushenkov   | 1948     | Nga                                   | 1,5                           | Viễn thông                          |
| 35               | 925                    | Samvel Karapetyan       | 1965     | Nga · Armenia                         | 3,3                           | Bất động sản                        |
| 35               | 925                    | Yuri Kovalchuk          | 1951     | Nga                                   | 3,3                           | Ngân hàng, bảo hiểm, truyền thông   |
| 36               | 986                    | Artem Khachatryan       | 1974     | Nga                                   | 3,1                           | Bán lẻ                              |
| 36               | 986                    | Sergey Lomakin          | 1952     | Nga                                   | 3,1                           | Bán lẻ                              |
| 37               | 1064                   | Alexander Nesis         | 1962     | Nga · Malta                           | 2,9                           | Kim loại, ngân hàng, phân bón       |
| 37               | 1064                   | Alexander Ponomarenko   | 1964     | Nga · Cộng hòa Síp                    | 2,9                           | Bất động sản, sân bay               |
| 37               | 1064                   | Arkady Rotenberg        | 1951     | Nga                                   | 2,9                           | Xây dựng, ống dẫn, ngân hàng        |
| 37               | 590                    | Aleksandr Skorobogatko  |          | Nga                                   | 2,9                           | real estate, airport                |
| 38               | 1111                   | Konstantin Strukov (ru) |          | Nga                                   | 2,8                           | gold, coal mining                   |
| 39               | 1174                   | Valentin Kipyatkov      |          | Nga                                   | 2,7                           | computer software                   |
| 40               | 1205                   | Alexey Repik (ru)       |          | Nga                                   | 2,6                           | Dược phẩm                           |
| 40               | 1205                   | Yuri Shefler            |          | Nga                                   | 2,6                           | alcohol                             |
| 41               | 1249                   | Andrei Bokarev (ru)     |          | Nga                                   | 2,5                           | Kim loại, khai thác mỏ              |
| 41               | 1249                   | Mikhail Gutseriyev      |          | Nga                                   | 2,5                           | Dầu, bất động sản                   |
| 42               | 1299                   | Vadim Moshkovich        |          | Nga                                   | 2,4                           | agriculture, land                   |
| 42               | 1299                   | Dmitry Pumpyansky       |          | Nga                                   | 2,4                           | Thép ống dẫn                        |
| 42               | 1299                   | Roman Trotsenko         |          | Nga                                   | 2,4                           | transport, engineering, real estate |
| 34               | 1362                   | Alexander Mamut         |          | Nga                                   | 2,3                           | Đầu tư                              |
| 34               | 1362                   | Arkady Volozh           |          | Nga · Malta                           | 2,3                           | search engine                       |
| 35               | 1444                   | Nikolai Buinov          |          | Nga                                   | 2,2                           | oil, gas                            |
| 35               | 1444                   | Gavril Yushvaev         |          | Nga                                   | 2,2                           | precious metals, real estate        |
| 36               | 1517                   | Igor Makarov            |          | Nga                                   | 2,1                           | gas                                 |
| 36               | 1517                   | Timur Turlov            |          | Nga                                   | 2,1                           | stock brokerage                     |
| 37               | 1580                   | Sergei Kolesnikov       |          | Nga · Malta                           | 2                             | building materials                  |
| 37               | 1580                   | Igor Rybakov            |          | Nga                                   | 2                             | building materials                  |
| 37               | 1580                   | Mikhail Shelkov         |          | Nga                                   | 2                             | titanium                            |
| 37               | 1580                   | Alexander Svetakov      |          | Nga                                   | 2                             | Bất động sản                        |
| 38               | 1664                   | Andrey Blokh            |          | Nga                                   | 1,9                           | cannabis                            |
| 39               | 1750                   | Roman Avdeev            |          | Nga                                   | 1,8                           | Ngân hàng, development              |
| 39               | 1750                   | Vladimir Bogdanov       |          | Nga                                   | 1,8                           | Dầu                                 |
| 39               | 1750                   | Dmitry Kamenshchik      |          | Nga                                   | 1,8                           | Sân bay                             |
| 39               | 1750                   | Sergei Studennikov      |          | Nga                                   | 1,8                           | liquor stores, supermarkets         |
| 40               | 1833                   | Vasily Anisimov         |          | Nga                                   | 1,7                           | Bất động sản                        |
| 40               | 1833                   | Said Gutseriev          |          | Nga                                   | 1,7                           | oil, retail                         |
| 40               | 1833                   | Sergei Katsiev          |          | Nga · Canada                          | 1,7                           | retail, wholesale                   |
| 40               | 1833                   | Megdet Rahimkulov       |          | Nga · Hungary                         | 1,7                           | Đầu tư                              |
| 40               | 1833                   | Ivan Savvidis           |          | Nga · Hy Lạp                          | 1,7                           | Thuốc lá, agribusiness              |
| 41               | 1931                   | Alexander Klyachin      |          | Nga                                   | 1,6                           | Bất động sản                        |
| 41               | 1931                   | Leonid Simanovsky       |          | Nga                                   | 1,6                           | Đầu tư                              |
| 42               | 2035                   | Pyotr Kondrashev        |          | Nga                                   | 1,5                           | Đầu tư                              |
| 42               | 2035                   | Vladimir Litvinenko     |          | Nga                                   | 1,5                           | chemical industry                   |
| 43               | 2141                   | Farkhad Akhmedov        |          | Nga · Azerbaijan                      | 1,4                           | Đầu tư                              |
| 43               | 2141                   | Andrei Kosogov          |          | Nga                                   | 1,4                           | Dầu, ngân hàng, viễn thông          |
| 43               | 2141                   | Anatoly Lomakin         |          | Nga                                   | 1,4                           | Đầu tư                              |
| 43               | 2141                   | Airat Shaimiev          |          | Nga                                   | 1,4                           | refinery, chemicals                 |
| 44               | 2263                   | Yelena Baturina         |          | Nga                                   | 1,3                           | Đầu tư, bất động sản                |
| 44               | 2263                   | Oleg Boyko              |          | Nga                                   | 1,3                           | diversified                         |
| 44               | 2263                   | Eduard Chukhlebov       |          | Nga                                   | 1,3                           | metallurgy                          |
| 44               | 2263                   | Igor Kudryashkin        |          | Nga                                   | 1,3                           | metallurgy                          |
| 44               | 2263                   | Lidiya Mikhailova       |          | Nga                                   | 1,3                           | agribusiness                        |
| 44               | 2263                   | Ilya Scherbovich        |          | Nga                                   | 1,3                           | Đầu tư                              |
| 44               | 2263                   | Anatoly Sedykh          |          | Nga                                   | 1,3                           | steel pipes                         |
| 44               | 2263                   | Radik Shaimiev          |          | Nga                                   | 1,3                           | refinery, chemicals                 |
| 45               | 2378                   | Aras Agalarov           |          | Nga · Azerbaijan                      | 1,2                           | Bất động sản                        |
| 45               | 2378                   | Gleb Fetisov            |          | Nga                                   | 1,2                           | Đầu tư                              |
| 45               | 2378                   | Eugene Kaspersky        |          | Nga                                   | 1,2                           | Phần mềm                            |
| 45               | 2378                   | Andrei Komarov          |          | Nga                                   | 1,2                           | manufacturing                       |
| 45               | 2378                   | Alexander Lutsenko      |          | Nga                                   | 1,2                           | agribusiness                        |
| 45               | 2378                   | Andrei Molchanov        |          | Nga                                   | 1,2                           | construction materials              |
| 45               | 2378                   | Andrei Rappoport        |          | Nga                                   | 1,2                           | Đầu tư                              |
| 45               | 2378                   | Boris Rotenberg         |          | Nga · Phần Lan                        | 1,2                           | Xây dựng, ống dẫn, chemicals        |
| 45               | 2378                   | Albert Shigaboutdinov   |          | Nga                                   | 1,2                           | refinery, chemicals                 |
| 45               | 2378                   | Sergei Sudarikov        |          | Nga                                   | 1,2                           | Tài chính, development              |
| 45               | 2378                   | Rustem Sulteev          |          | Nga                                   | 1,2                           | refinery, chemicals                 |
| 46               | 2524                   | Gennady Kozovoy         |          | Nga                                   | 1,1                           | coal                                |
| 46               | 2524                   | Igor Yusufov            |          | Nga                                   | 1,1                           | oil & gas                           |
| 46               | 2524                   | Boris Zingarevich       |          | Nga                                   | 1,1                           | pulp and paper, diversified         |
| 47               | 2674                   | Albert Avdolyan         |          | Nga · Armenia · Malta                 | 1                             | Dầu, khai thác mỏ                   |
| 47               | 2674                   | Lev Kvetnoi             |          | Nga                                   | 1                             | Xi măng                             |
| 47               | 2674                   | Vladimir Leschikov      |          | Nga                                   | 1                             | Bất động sản                        |
| 47               | 2674                   | Sergei Makhlai          |          | Nga                                   | 1                             | Phân bón                            |
| 47               | 2674                   | Vitaly Orlov            |          | Nga                                   | 1                             | fisheries                           |
| 47               | 2674                   | Zakhar Smushkin         |          | Nga                                   | 1                             | pulp and paper, diversified         |
| 47               | 2674                   | Ruben Vardanyan         |          | Nga · Armenia                         | 1                             | investment banking                  |
| 47               | 2674                   | Vadim Yakunin           |          | Nga                                   | 1                             | pharmacy                            |